# Deskulakização

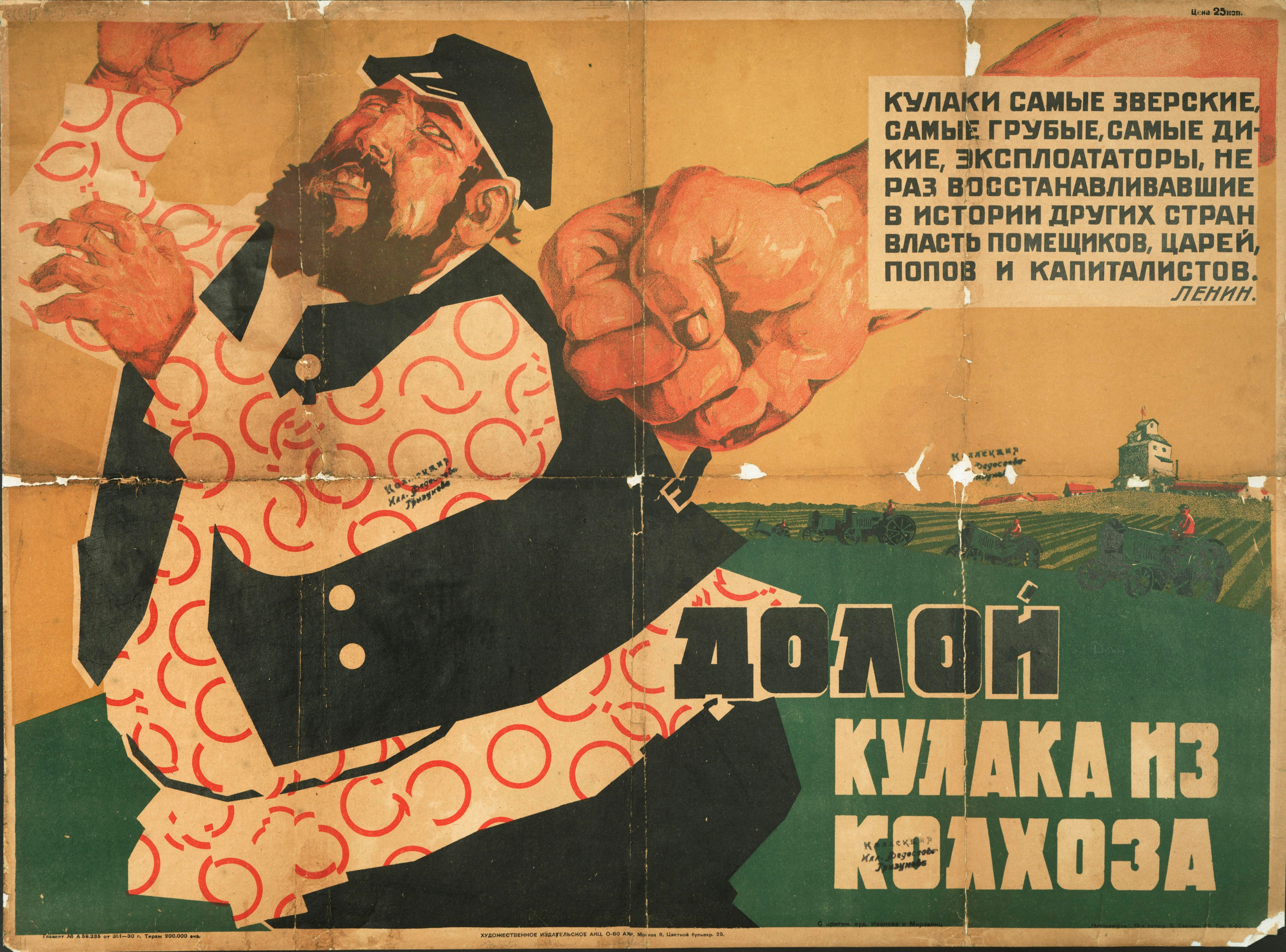
Propaganda com a frase "Fora aos camponeses privados!"

Deskulakização (em russo: раскулачивание; transliterado como raskulachivanie) foi uma campanha soviética de repressão política contra camponeses ricos ou kulaks e suas famílias, que, entre as suas prisões, deportações e execuções, terminou afetando milhões de pessoas no período de 1929-1932 na União Soviética. 
Os camponeses mais ricos já haviam sido marcados como "classe inimiga" do Governo Soviético, representado por Josef Stalin. Mais de 1,8 milhões deles foram deportados somente entre 1930 e 1931.
O objetivo da campanha era combater a contra-revolução e "construir o socialismo" não apenas nas cidades, mas nas zonas rurais. Essa política também foi sincronizada com a coletivização, e, de fato, acabaria se generalizando na agricultura, deixando as plantações sob estrito controle do povo soviético.  
Fome, doenças e execuções em massa durante a deskulakização levaram a algo entre 530 000 e 600 000 mortes entre 1929 e 1933, embora estimativas maiores existam, com o historiador britânico Robert Conquest especulando, em 1986, que o total de fatalidades possa ter sido superior a 5 milhões de pessoas.

## Antecedentes

### Comunismo de guerra
Por decreto de 11 de junho de 1918, foram criados os comitês de camponeses pobres, que desempenharam um papel decisivo na eliminação dos kulaks, fiscalizando o processo de redistribuição das terras confiscadas nas localidades e a distribuição dos inventários apreendidos.
Isso marcaria o início da "grande cruzada contra os especuladores do pão, os kulaks, os devoradores do mundo, ... a última e decisiva batalha contra todos os kulaks - exploradores"

Devido à fome resultante da guerra civil e às ordens de requisição forçada, uma revolta camponesa estourou em 5 de agosto de 1918. Em 8 de agosto, a revolta seria derrotada, mas a situação de governo tornou-se tensa. Em 9 de agosto de 1918, Lenin enviaria o seguinte telegrama:
Seu telegrama foi recebido. É essencial organizar uma guarda reforçada de pessoas selecionadas e de confiança, para levar a cabo uma campanha massiva e implacável de terror contra os kulaks, padres e guardas brancos
Em 11 de agosto de 1918, Lenin ordenou que os comunistas que operavam na área de Penza enforcassem publicamente pelo menos cem kulaks, tornassem seus nomes conhecidos, confiscassem os grãos e fizessem vários reféns. O telegrama dizia o seguinte:
Camaradas! A insurreição de cinco distritos Kulak deve ser cruelmente reprimida. Os interesses de toda revolução exigem isso porque "a batalha decisiva" com os kulaks está em andamento em toda parte. Um exemplo deve ser demonstrado:
1. Pendure (absolutamente pendure, à vista do público) nada menos que uma centena de kulaks conhecidos, podres de ricos, sugadores de sangue
2. Poste seus nomes
3. Tire todo o grão deles
4. Designar reféns de acordo com o telegrama de ontem

Faça de tal forma que por centenas de verst (unidade russa de medida de comprimento) ao redor as pessoas vejam, tremam, saibam, gritem: "estrangulamento (está feito) e isso seguirá pelos kulaks sugadores de sangue".
Uma semana depois, Lenin enviaria outro telegrama:
Estou extremamente indignado por não haver absolutamente nada definido de sua parte quanto às medidas sérias que você finalmente deu para a supressão implacável dos kulaks de cinco volosts e o confisco de seus grãos. Sua inatividade é criminosa. Todos os esforços devem ser concentrados em um único volume que deve ser limpo de todos os grãos excedentes.
Em novembro de 1918, em uma reunião de delegados dos comitês de camponeses pobres, Lenin anunciou uma linha decisiva para a eliminação dos kulaks: "Se o kulak permanecer intacto, se não derrotarmos os devoradores do mundo, inevitavelmente haverá um czar e um capitalista novamente".

### No período NEP
No XV Congresso do Partido Comunista, em dezembro de 1927, deu-se um rumo à coletivização da agricultura ao mesmo tempo em que proclamava uma intensificação da política de restrição e expulsão dos elementos capitalistas do campo. O Congresso preservou temporariamente os kulaks como uma classe, aplicando as leis de aluguel de terras e a lei de trabalho agrícola. Assim, o deslocamento foi direcionado para os kulaks que não suportavam a pressão fiscal e o sistema de medidas restritivas do governo soviético.
Em 1928, as autoridades começaram a forçar a coletivização. Os fazendeiros camponeses não estavam interessados em abrir mão de terras e ingressar nas fazendas coletivas, apesar da insistente propaganda estatal. As autoridades soviéticas, vendo essa reação, começaram a forçar os camponeses a se juntarem às fazendas coletivas. Em 15 de fevereiro de 1928, o jornal Pravda noticiava a difícil situação no campo, o amplo domínio do rico campesinato no campo e a invasão dos kulaks dentro do partido comunista.
A expropriação das reservas de grãos dos kulaks e camponeses médios foi chamada de “medidas de emergência temporárias”. No entanto, o confisco forçado de grãos e outros suprimentos desencorajou os camponeses ricos de qualquer desejo de expandir suas safras, privando os trabalhadores de empregos. O mecanismo de expropriação interrompeu o desenvolvimento de fazendas individuais e colocou em questão a própria perspectiva de sua existência. Logo, as medidas de emergência temporárias se transformaram em uma linha de "liquidar os kulaks como classe".
O Partido Comunista de oposição de direita tentou apoiar suavizando a luta contra os kulaks. Em particular, Alexei Rykov que criticou a política de deskulakization e os métodos do comunismo de guerra afirmando que "o ataque aos kulaks (deve ser realizado), é claro, não pelos métodos chamados de expropriação", considerando que "a maioria O importante do partido é o desenvolvimento da economia individual dos camponeses com a ajuda do Estado em matéria de cooperação”.
Cada vez mais, o governo notou um protesto aberto e decidido entre os pobres contra os camponeses ricos. O crescente descontentamento dos camponeses pobres foi reforçado pela fome no campo. Os bolcheviques culparam os kulaks por essa situação. Os camponeses do Exército Vermelho enviaram cartas apoiando a ideologia anti-kulak: “Os kulaks são os inimigos furiosos do socialismo. Devemos destruí-los, não os levaremos para o kolkhoz (uma forma de fazenda coletiva soviética), devemos tirar sua propriedade, seu estoque”.
A necessidade de medidas duras em relação aos kulaks foi declarada pelo Secretário I.M. Vareikis:
Aqueles que não vão para as fazendas coletivas agora ou são partidários dos kulak, que devem ser avisados, e às vezes devem ser aplicadas pressões econômicas (...) Essa parte vacilante que não é avisada deve ser avisada (... ) é claro que o camponês médio será mais forte nas fazendas coletivas e quanto menos olharmos para trás, mais iremos derrotar os kulak, isso está fora da menor dúvida.

## A liquidação dos kulaks

### Disposições legais e ideológicas

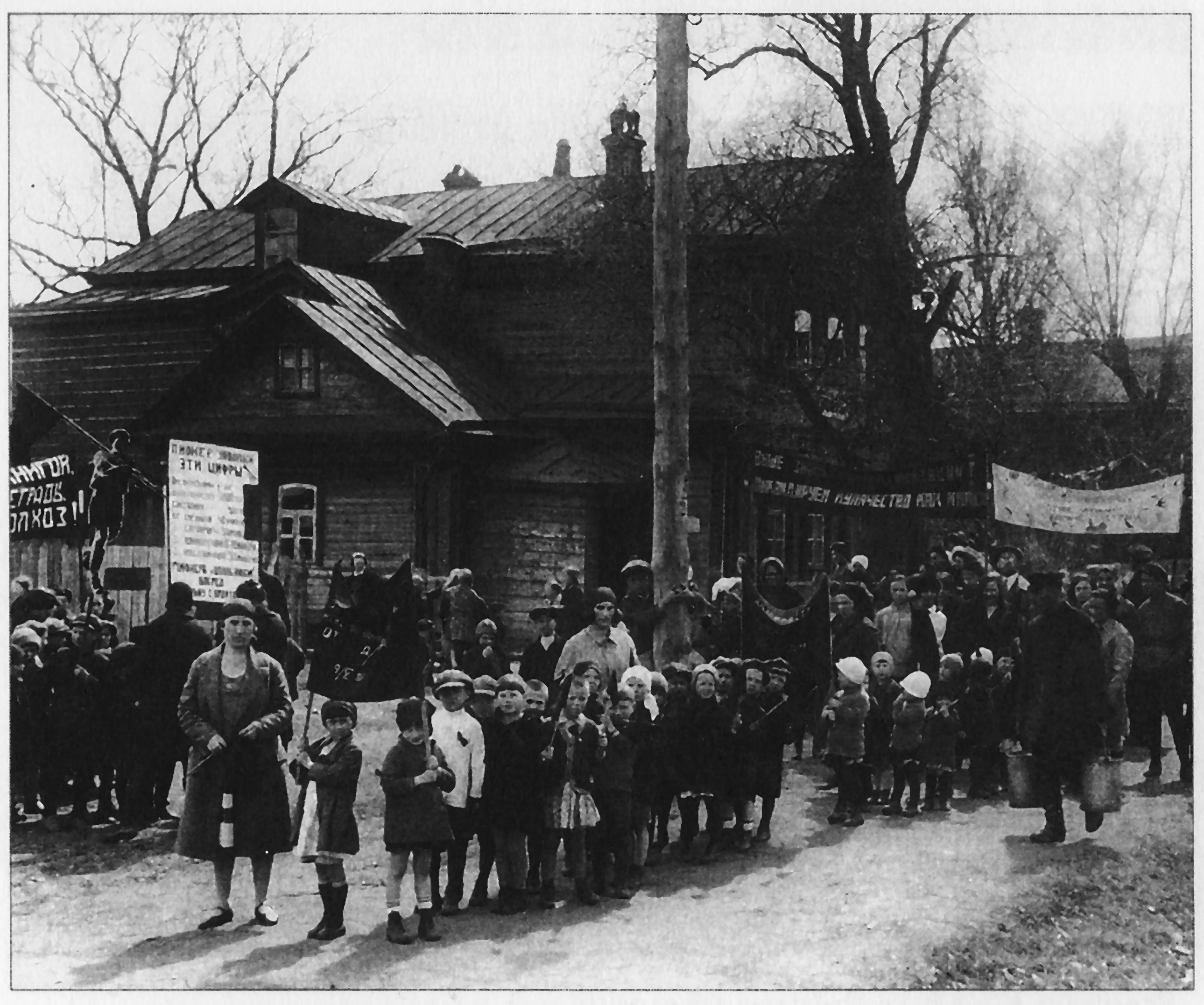
Desfile sob os slogans "Vamos eliminar os kulaks como classe" e "Todos para lutar contra os sabotadores da agricultura"

A "liquidação dos kulaks como uma classe social", foi oficialmente anunciado Stalin em 27 de dezembro de 1929. Em 21 de janeiro de 1930, um artigo de Stalin foi publicado no jornal Krasnaya Zvezda onde ele definia os objetivos da política do estado soviético para o campo:
Para deslocar os kulaks como classe, não basta restringi-los ou deslocar grupos individuais. Para derrubar os kulaks como classe, é necessário vencer a resistência dessa classe em batalha aberta e despojá-la dos fundamentos produtivos de sua existência e desenvolvimento (livre propriedade da terra, ferramentas de produção, arrendamento, direito de contratar trabalhadores, etc.). É uma virada para a política de eliminação dos kulaks como classe. Sem ele, a discussão de substituir os kulaks como uma classe é apenas conversa fiada, benéfica apenas para desvios de direita. Sem ele, qualquer coletivização saudável, muito menos acelerada, do campo é impensável.
A decisão foi formalizada em 30 de janeiro de 1930, na resolução "Sobre medidas para a eliminação de famílias kulak em distritos de coletivização integral", que transformaria as teses do artigo de Stalin em ações específicas do aparato repressivo.
Todos os kulaks foram formalmente divididos em três categorias: 
- Aqueles que deveriam ser presos ou executados, segundo a decisão por parte da polícia política da era soviética, a OGPU.[18]

- Os que seriam enviados para a Sibéria, norte do Cazaquistão ou os Urais, depois de terem sido confiscados os seus bens e propriedades.[18]

- Os "privilegiados" que não seriam fuzilados ou enviados para a Sibéria, seriam expulsos de suas casas e enviados à "colônias de trabalho", dentro dos seus respectivos distritos.[1]

Em 1º de fevereiro, o Conselho de Comissários do Povo da URSS e o Comitê Executivo Central da URSS emitiram a resolução “Sobre medidas para fortalecer a reconstrução socialista da agricultura em áreas de coletivização total e para combater os kulaks”, onde abole o direito de arrendar terras e o direito de usar trabalho assalariado em fazendas camponesas individuais. Em 2 de fevereiro de 1930, Yezhov assinou o despacho nº 44/21: “Em um futuro próximo, o kulak, especialmente seu rico e ativo partido contra-revolucionário, deve receber um golpe devastador. A resistência do kulak deve ser quebrada e acabará quebrando". Em 4 de fevereiro de 1930, foi emitida a instrução secreta "Sobre o despejo e reassentamento de fazendas kulak", assinada pelo presidente do Comitê Executivo Central da URSS e pelo Presidente do Comitê de Comissários do Povo da URSS em que “Para minar de forma decisiva a influência dos kulaks”, a OGPU foi instruída a “suprimir qualquer tentativa de resistência contra-revolucionária”.

### Medidas aplicadas

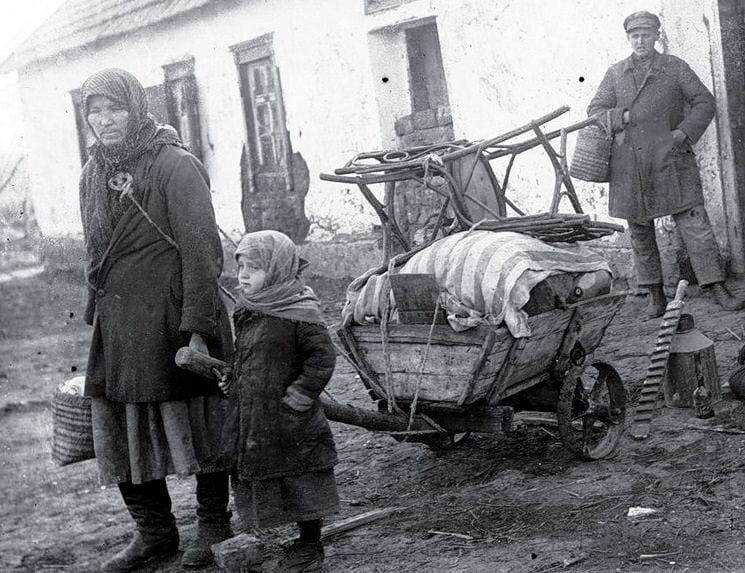
Família expulsa de sua casa por volta de 1932 (sendo dissolvida na região de Donetsk), durante a coletivização na URSS.

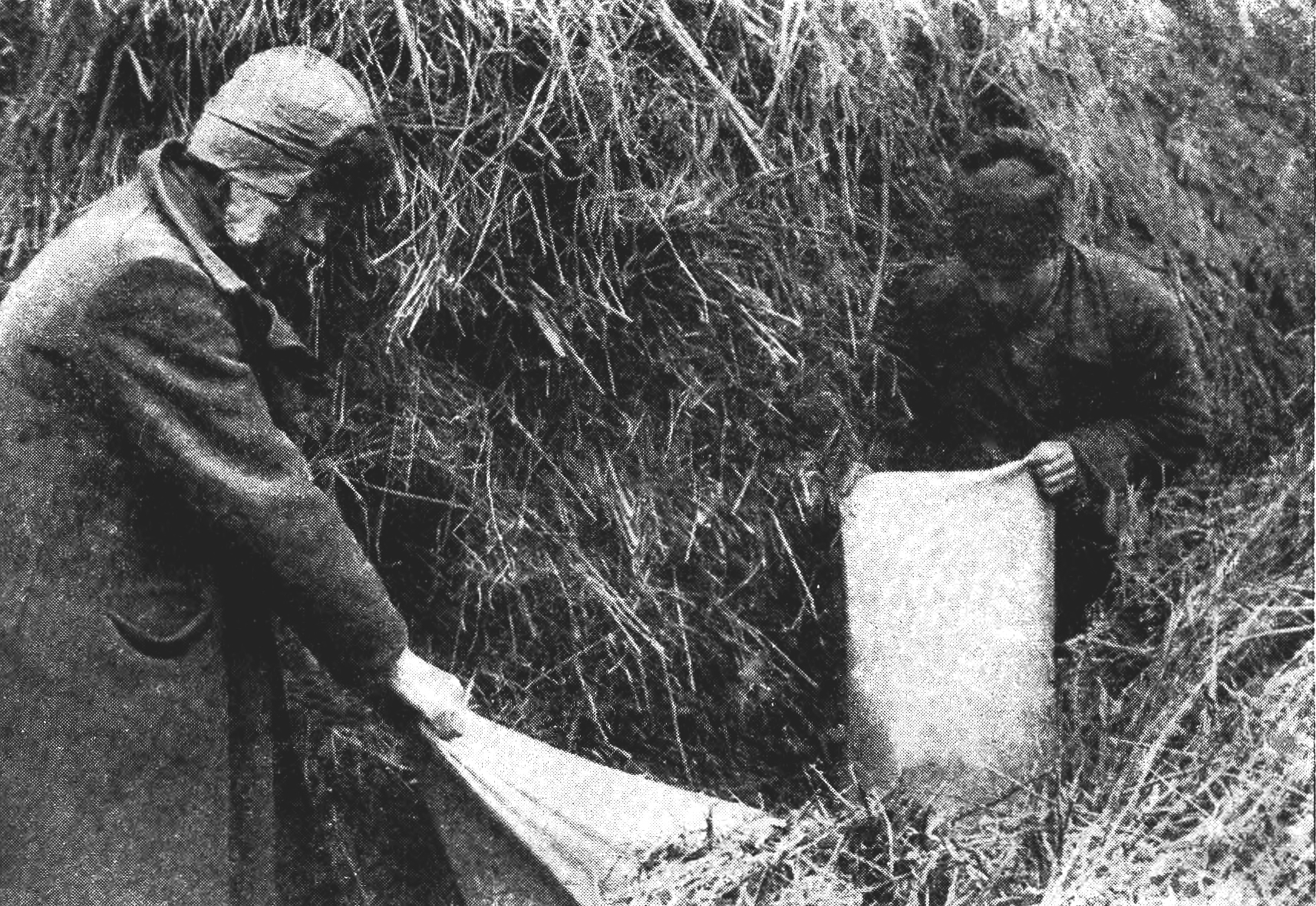
Requisição de grãos de camponeses ricos. Kuban, União Soviética. 1933

A liquidação dos kulaks foi realizada em duas etapas. Na primeira etapa, até outubro de 1930, 115 231 famílias foram banidas para regiões do norte da União Soviética. De acordo com o despacho da OGPU nº 4 421, de 6 de fevereiro de 1930, foi iniciada uma operação para “retirar” 60 mil kulaks da “primeira categoria”. Já no primeiro dia de operação, a OGPU deteve cerca de 16 mil pessoas. Em 9 de fevereiro de 1930, 25 mil pessoas foram "presas". O resumo especial da OGPU de 15 de fevereiro de 1930 diz:
Durante la eliminación de los kulaks como clase, 64 589 personas fueron ‘retiradas’ en operaciones masivas y durante la limpieza individual, de las cuales las operaciones preparatorias (categoría 1) 52 166 personas y durante las operaciones masivas – 12 423 personas
Quase qualquer camponês poderia entrar na lista dos kulaks compilados localmente. A nível local, para assegurar um ritmo acelerado de expropriação, os camponeses médios e "camponeses de baixo poder" foram reprimidos.
Relatórios de repressão foram ativamente apresentados a órgãos governamentais. Por exemplo, Sorokin, representante do Comitê Regional da Liga Comunista Leninista da Juventude de Toda a União (Komsomol) de Chernobyl, em uma reunião do Bureau do Comitê Central de Komsomol, relatou a expropriação de um grande número de camponeses médios e camponeses pobres. Foi relatado que na região de Chernozem, sob ameaça de expropriação por membros do Komsomol, os camponeses foram forçados a ingressar em fazendas coletivas que foram posteriormente anunciadas pela direção do Komsomol: "os métodos administrativos de expropriação que atingiram o camponês médio, eles entraram nos cérebros até de ativistas do Komsomol". Os membros do Komsomol liquidaram vários trabalhadores agrícolas porque as filhas dos proprietários se casaram com os filhos do kulak.

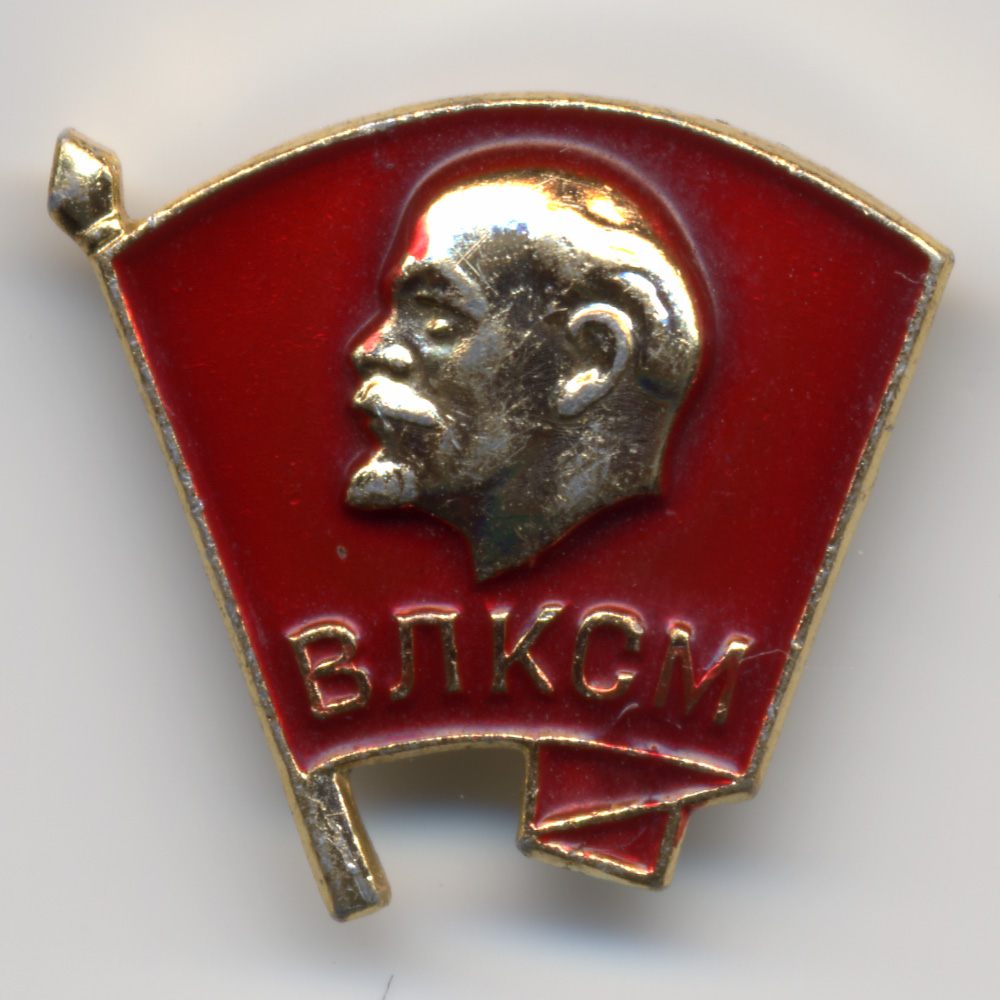
Distintivo do Komsomol

Na região de Cheboksary, vários camponeses médios e até camponeses pobres foram despojados no calor do momento. A dekulakization foi realizada sem a participação dos pobres e camponeses médios reunidos e ignorando o conselho da aldeia. Essa expropriação terminou com o suicídio de um dos camponeses despossuídos da região de Cheboksary. No distrito de Gryazovets, alguns municípios permitiram a expropriação dos camponeses médios. A Câmara Municipal de Herzem confiscou propriedades, gado e casas a quem, por exemplo, vendesse uma carroça com os seus sapatos bastões ou vários pares de luvas.

Junto com os kulaks, as fazendas camponesas médias também sofrem. No povo, Vlasov recebeu a ordem de registrar a propriedade não apenas dos kulaks, mas também dos camponeses intermediários. Em quatro municípios, foram realizados o inventário, o registro e o confisco da propriedade dos camponeses que possuíam apenas um cavalo e uma vaca cada.
Em fevereiro de 1931, uma resolução foi aprovada para implementar uma segunda etapa. Durante esse ano 265 795 mais famílias kulak foram banidas. Assim, o número total de famílias deportadas foi de 381 mil. Foram números oficiais, baseados em relatórios das unidades OGPU que realizaram as operações de deportação, bem como sobre materiais de uma verificação realizada no outono de 1931 por membros do presidium da Comissão Central de Controle. Além disso, é bem sabido que a deportação maciça de famílias camponesas e cossacas para o norte ainda estava em andamento em 1932, isto é, após a verificação em 1931. Não seria errado colocar o número total de "despossuídos kulaks" em cerca de um milhão de famílias.
Um amigo íntimo e tenente de Stalin, o chefe da OGPU, Efim Georgievich Evdokimov (1891-1939) organizou e supervisionou os ataques e as execuções em massa dos camponeses kulaks. 
Em 1932, o processo de expropriação em massa foi oficialmente interrompido, mas na prática foi difícil interromper o processo que havia ganhado impulso. Em 1933, o Comitê Central do Partido Comunista da União Soviética emitiu a instrução conjunta nº P-6 028 "para impedir o uso de despejos em massa e formas agudas de repressão no campo" dirigida a "todos os partidos e trabalhadores soviéticos e todos os órgãos da OGPU, do tribunal e do Ministério Público”. A instrução indicava sobre os excessos e incontrolabilidade do processo: 
É verdade que as demandas por despejos massivos do campo e o uso de formas agudas de repressão continuam chegando em várias regiões. O Comitê Central e o Conselho dos Comissários do Povo têm pedidos de despejo imediato de cerca de cem mil famílias das regiões e territórios. Há informações do Comitê Central e do Conselho dos Comissários do Povo, das quais se deduz que ainda persistem prisões em massa indiscriminadas no campo na prática de nossos trabalhadores. Os presidentes das fazendas coletivas e membros da diretoria das fazendas coletivas são presos. Presidentes do conselho da aldeia e secretários de células são presos. Os comissários distritais e regionais são presos. Todos aqueles que não são preguiçosos e que, de fato, não têm o direito de prender, são presos. Não é à toa que com uma prática tão desenfreada de prisões, os órgãos que têm direito de prender, inclusive os órgãos da OGPU, e principalmente a polícia, percam o senso de proporção e muitas vezes realizam prisões sem motivo ... Esses colegas se apegam a formas desatualizadas de trabalhar ... 
Kulaks condenados são enviados para assentamentos trabalhistas, o número total de prisioneiros é limitado a 400 000 "para toda a URSS"

## Vítimas
Segundo estimativa do historiador Zemshov, cerca de 4 milhões de pessoas foram despojadas (o número exato é difícil de determinar), das quais 2 176 000 foram exiladas no "exílio Kulak" entre 1930-1940. Durante este período nasceriam no exílio 230 238 pessoas, morreram 389 521 pessoas, a grande maioria morrendo em 1932-1933 (89 754 e 151 601 pessoas, respectivamente).

### Etapas finais de deskulakização
Em 24 de maio de 1934, o Comitê Executivo Central da URSS aprovou a resolução "Sobre o procedimento para restaurar os direitos civis dos ex-kulaks" segundo a qual os kulaks-colonos especiais, anteriormente privados de uma série de direitos civis, foram reintegrados neles individualmente. De acordo com este decreto, 15 366 pessoas foram libertadas de assentamentos especiais em 1934.
Desde 1935, aqueles que foram liberados para estudar e casados com colonos não trabalhadores foram excluídos do número de colonos especiais. Havia 255 740 dessas pessoas em 1935-1937.
Em 22 de outubro de 1938, foi aprovado o decreto secreto do Conselho de Comissários do Povo da URSS nº 1 143-280s "Sobre a emissão de passaportes para filhos de colonos especiais e exilados", que concedia a essa categoria de pessoas plenos direitos civis. Em 1939, nesta base, 1 824 pessoas deixaram os assentamentos especiais, em 1940 eram 77 661 pessoas.
Em 31 de dezembro de 1940, 930 221 pessoas permaneciam no assentamento especial. No pós-guerra, a pedido das autoridades regionais, a libertação do "exílio kulak" foi realizada por meio de Resoluções do Conselho de Ministros da URSS; por exemplo, em 1947 o assentamento especial dos ex-kulaks foi eliminado da região de Amur (435 pessoas) e em 1950 foi eliminado no território de Khabarovsk (5 407 pessoas) e Amur (1 451 pessoas).
A rejeição final da política de expropriação foi registrada na resolução do Conselho de Ministros da URSS de 13 de agosto de 1954 nº 1 738-789s "Sobre o levantamento das restrições aos assentamentos especiais dos ex-kulaks", graças à qual os últimos kulaks-colonos especiais foram libertados.

## Ver Também
- Coletivização na URSS
- Holodomor
- Josef Stalin